# Bibliothèque oumarienne de Ségou
 (juin 2023).
La mise en forme du texte ne suit pas les recommandations de Wikipédia : il faut le « wikifier ».
Les points d'amélioration suivants sont les cas les plus fréquents :
- Les titres sont pré-formatés par le logiciel. Ils ne sont ni en capitales, ni en gras.
- Le texte ne doit pas être écrit en capitales (les noms de famille non plus), ni en gras, ni en italique, ni en « petit »…
- Le gras n'est utilisé que pour surligner le titre de l'article dans l'introduction, une seule fois.
- L'italique est rarement utilisé : mots en langue étrangère, titres d'œuvres, noms de bateaux, etc.
- Les citations ne sont pas en italique mais en corps de texte normal. Elles sont entourées par des guillemets français : « et ».
- Les listes à puces sont à éviter, des paragraphes rédigés étant largement préférés. Les tableaux sont à réserver à la présentation de données structurées (résultats, etc.).
- Les appels de note de bas de page (petits chiffres en exposant, introduits par l'outil «  Source ») sont à placer entre la fin de phrase et le point final[comme ça].
- Les liens internes (vers d'autres articles de Wikipédia) sont à choisir avec parcimonie. Créez des liens vers des articles approfondissant le sujet. Les termes génériques sans rapport avec le sujet sont à éviter, ainsi que les répétitions de liens vers un même terme.
- Les liens externes sont à placer uniquement dans une section « Liens externes », à la fin de l'article. Ces liens sont à choisir avec parcimonie suivant les règles définies. Si un lien sert de source à l'article, son insertion dans le texte est à faire par les notes de bas de page.
- La présentation des références doit suivre les conventions bibliographiques. Il est recommandé d'utiliser les modèles {{Ouvrage}}, {{Chapitre}}, {{Article}}, {{Lien web}} et/ou {{Bibliographie}}. Le mode d'édition visuel peut mettre en forme automatiquement les références.
- Insérer une infobox (cadre d'informations à droite) n'est pas obligatoire pour parachever la mise en page.

Pour une aide détaillée, merci de consulter Aide:Wikification.
Si vous pensez que ces points ont été résolus, vous pouvez retirer ce bandeau et améliorer la mise en forme d'un autre article.
 (juin 2023).
La bibliothèque oumarienne de Ségou a appartenu au savant soufi tidjane et chef de guerre fondateur de l’empire toucouleur El Hadji Oumar Tall ou al-Hājj ‘Umar, puis à son fils Ahmadou Tall ou Aḥmad al-Kabīr al-Madanī avant d’être pillée par les troupes françaises d’Archinard. La collection de manuscrits est aujourd’hui conservée à la Bibliothèque nationale de France à Paris.

## Histoire
En avril 1890, la ville de Ségou, capitale de l’Empire Toucouleur, fondée par El Hadj Oumar Tall, est occupée par les forces militaires françaises commandées par le colonel Louis Archinard. La capitale des États d’Ahmadou est prise presque sans combat alors que le Sultan Ahmadou était en voyage. À la suite de cette chute, le colonel Archinard et ses troupes procèdent au pillage de la ville et les possessions d’Ahmadou sont saisies. Les biens de la famille Tall, notamment des objets personnels appartenant à El Hadji Omar et à Ahmadou sont confisqués. Ces biens sont composés des manuscrits constituant aujourd’hui la « bibliothèque oumarienne de Ségou », d’un sabre dit d’El Hadji Oumar, et de bijoux. Dès lors, les possessions d’Ahmadou deviennent un trophée de guerre et sont désormais connues sous le terme de « trésor de Ségou ». Le 31 mai 1890, une commission, « composée d’un capitaine d’artillerie, d’un aide-commissaire et d’un pharmacien » est instituée à Kayes pour examiner l’ensemble des biens et un tri est opéré. Les éléments jugés importants sont mis dans 14 caisses et chargés à Kayes sur le bateau Vauban pour être transférés à Paris au Magasin central des colonies. Ce trésor est à son arrivée éparpillé en France. La bibliothèque composée d’environ 518 manuscrits est déposée en 1892 à la Bibliothèque nationale de France.

## Préservation et restitution de la Bibliothèque
En 1892, la Bibliothèque Nationale de France reçut quatre caisses contenant les manuscrits. Le personnel de la Bibliothèque procéda à la reliure du fonds entre 1898 et 1901 et le mit à la disposition des chercheurs au département des Manuscrits Orientaux dans le Fonds Arabe. La bibliothèque fut longtemps méconnue et peu exploitée, jusqu’à ce qu’en 1976, l’UNESCO l’insère dans le « Guide des sources de l’Histoire de l’Afrique », pour faire connaître ce patrimoine. Ceci avait été rendu possible par les travaux du professeur Georges Vajda qui entame en 1947 un travail d’inventaire et rend accessible le catalogue de l’ensemble de la collection à partir de 1952. Plus tard en 1985, près d’un siècle après l’arrivée des collections à la BnF, Noureddine Ghali publie un second inventaire beaucoup plus détaillé de la Bibliothèque « ‘Umarienne de Ségou » réalisé entre 1979 et 1982.
Le souvenir de cette bibliothèque reste encore vif dans la mémoire des ouest-africains. En 1993, un des descendants d’El Hadj Oumar, Thierno Mountaga Tall s’est rendu en France à la Bibliothèque nationale pour négocier la restitution des manuscrits. Il a acquis, par ses propres moyens, une version microfilmée de la collection composée de 272 bobines. En 2021, dans le cadre de l’actualité de la restitution des biens culturels, la Bibliothèque nationale de France, restitue à la Bibliothèque universitaire de l’Université Cheikh Anta Diop de Dakar la version numérique de la bibliothèque. Néanmoins, les originaux font toujours l’objet de demande de retour.

## Collections
- Unicité divine
- Histoire (des Songhai et de Tombouctou, des sultans d’Afrique noire, etc.)
- Statut des divers types d’esclaves originaires d’Afrique noire
- Jurisprudence
- Lexicographie
- Biographie des compagnons du prophète Muhammad
- Biographie du prophète Muhammad
- Traité
- Grammaire
- Hadith
- Médecine
- Littérature et histoire littéraire
- Soufisme
- Éthique. Conseils et exhortations
- Correspondances
- Proverbes et sentences
- ·Géométrie
- Formules de prière
- Géographie (détermination de la qibla en un lieu donné)
- Sciences (la construction d’un cadran solaire)
- Questions religieuses
- Prosodie
- Logique
- Philosophie. Dialectique
- Conseils
- Naissance et généalogie du Prophète
- Arithmétique
- Rhétorique
- Panégyriques
- Hagiographie
- Invocations